# Liste des volcans du Guatemala
Cet article recense les volcans du Guatemala.
| Nom                        | Numéro   | Altitude | Localisation                               | Type                       | Dernière éruption ou période d'activité |
| -------------------------- | -------- | -------- | ------------------------------------------ | -------------------------- | --------------------------------------- |
| Tajumulco                  | 1402-02= | 4 220 m  | 15° 02′ 04″ N, 91° 54′ 12″ O               | Stratovolcan               | Holocène                                |
| Santa María ou Santiaguito | 1402-03= | 3 772 m  | 14° 45′ 21″ N, 91° 33′ 06″ O               | Stratovolcan dômes de lave | En cours (2010)                         |
| Almolonga                  | 1402-04= | 3 197 m  | 14° 49′ N, 91° 29′ O                       | Stratovolcan               | 1818                                    |
| Santo Tomás ou Pecul       | 1402-05= | 3 542 m  | 14° 42′ 37″ N, 91° 28′ 43″ O               | Stratovolcans              | Pléistocène, activité fumerollienne     |
| Atitlán                    | 1402-06= | 3 535 m  | 14° 34′ 58″ N, 91° 11′ 11″ O               | Stratovolcan               | 1853                                    |
| Tolimán                    | 1402-07= | 3 158 m  | 14° 36′ 45″ N, 91° 11′ 21″ O               | Stratovolcan               | Holocène                                |
| Acatenango                 | 1402-08= | 3 976 m  | 14° 30′ 02″ N, 90° 52′ 33″ O               | Stratovolcan               | 1972                                    |
| Fuego                      | 1402-09= | 3 763 m  | 14° 28′ 22″ N, 90° 52′ 49″ O               | Stratovolcan               | En cours (2010)                         |
| Agua                       | 1402-10= | 3 760 m  | 14° 27′ 53″ N, 90° 44′ 35″ O               | Stratovolcan               | Holocène                                |
| Pacaya                     | 1402-11= | 2 552 m  | 14° 22′ 51″ N, 90° 36′ 04″ O               | Volcan complexe            | En cours (2010)                         |
| Cuilapa-Barbarena          | 1402-111 | 1 454 m  | 14° 20′ N, 90° 24′ O                       | Champ volcanique           | Holocène                                |
| Tecuamburro                | 1402-12= | 1 845 m  | 14° 09′ 22″ N, 90° 24′ 25″ O               | Stratovolcan               | 2 900 ans BP                            |
| Jumaytepeque               | 1402-121 | 1 815 m  | 14° 20′ 08″ N, 90° 16′ 10″ O               | Stratovolcan               | Holocène ?                              |
| Moyuta                     | 1402-13- | 1 662 m  | 14° 02′ N, 90° 06′ O                       | Stratovolcan               | Activité thermale                       |
| Flores                     | 1402-14- | 1 600 m  | 14° 18′ 28″ N, 89° 59′ 32″ O               | Champ volcanique           | Holocène                                |
| Tahual                     | 1402-141 | 1 716 m  | 14° 26′ N, 89° 54′ O                       | Stratovolcan               | Holocène                                |
| Cerro Santiago             | 1402-15- | 1 192 m  | 14° 20′ N, 89° 52′ O                       | Champ volcanique           | Holocène                                |
| Suchitan                   | 1402-16- | 2 042 m  | 14° 24′ N, 89° 47′ O                       | Stratovolcans              | Holocène                                |
| Chingo                     | 1402-17- | 1 775 m  | 14° 07′ N, 89° 44′ O frontière du Salvador | Stratovolcan               | Holocène                                |
| Ixtepeque                  | 1402-18- | 1 292 m  | 14° 25′ N, 89° 41′ O                       | Dômes de lave              | Holocène                                |
| Ipala                      | 1402-19- | 1 650 m  | 14° 33′ N, 89° 38′ O                       | Stratovolcan               | Holocène                                |
| Chiquimula                 | 1402-20- | 1 192 m  | 14° 50′ N, 89° 33′ O                       | Cônes de scories           | Holocène                                |